# Concerto di Varsavia
Il Concerto di Varsavia è una breve opera per pianoforte e orchestra di Richard Addinsell, scritta per il film britannico Dangerous Moonlight, che riguarda la lotta contro l'invasione del 1939 da parte della Germania nazista. 
In termini di prestazioni normalmente dura poco meno di dieci minuti. Il concerto è un esempio di musica a programma, che rappresenta sia la lotta per Varsavia sia il romanticismo dei personaggi principali del film. È diventato molto popolare in Gran Bretagna durante la seconda guerra mondiale.
Il concerto è scritto a imitazione dello stile di Sergej Rachmaninov e, con esso, ha avuto inizio una tendenza per simili concerti brevi per pianoforte in stile romantico, che sono stati soprannominati "concerti tabloid".